# Scharkowski
Scharkowski (russisch Жарко́вский) ist eine Siedlung städtischen Typs in der Oblast Twer in Russland mit 4014 Einwohnern (Stand 14. Oktober 2010).

## Geographie
Der Ort liegt etwa 250 km Luftlinie südwestlich des Oblastverwaltungszentrums Twer am südlichen Rand des großen Sumpfgebietes Pelezki Moch am linken Düna-Nebenfluss Mescha.
Scharkowski ist Verwaltungszentrum des Rajons Scharkowski sowie Sitz der Stadtgemeinde (gorodskoje posselenije) Possjolok Scharkowski, zu der außerdem die Siedlungen Barsuki (3 km südlich) und Kriwaja (4 km südlich) gehören.

## Geschichte
Der Ort entstand in den 1930er-Jahren aus den Dörfern Borki, Scharki (von dem der heutige Name abgeleitet ist) und Wolnuschki im Zusammenhang mit dem Bau einer Eisenbahnstrecke, die dort zunächst ihren Endpunkt hatte. Im Zweiten Weltkrieg war die Siedlung von Juli 1941 bis 23. Februar 1942 von der deutschen Wehrmacht okkupiert.
Im März 1945 wurde Scharkowski Verwaltungssitz eines neu geschaffenen, nach ihm benannten Rajons, 1950 erhielt es den Status einer Siedlung städtischen Typs. Der Rajon war von 1960 bis Dezember 1973 zwischenzeitlich aufgelöst.

### Bevölkerungsentwicklung
| Jahr | Einwohner |
| ---- | --------- |
| 1959 | 7488      |
| 1970 | 7815      |
| 1979 | 6911      |
| 1989 | 6491      |
| 2002 | 4993      |
| 2010 | 4014      |

Anmerkung: Volkszählungsdaten

## Verkehr
Scharkowski ist heute wieder Endpunkt einer 47 Kilometer langen, 1933 offiziell eröffneten Eisenbahnstrecke von Semzy an der Strecke Moskau – Welikije Luki – Riga (Lettland). Die Weiterführung nach Süden, zunächst in den 1930er-Jahren eröffnet bis in den heute nicht mehr existenten Ort Lomonossowo und in den 1980er-Jahren als Lückenschluss bis zur 30 km südlich gelegenen Station Promyschlennaja bei Osjorny, Endpunkt einer 1979 offiziell in Betrieb genommenen Strecke von Walutino bei Smolensk, wurde bereits 1995 stillgelegt und bis 2004 weitgehend abgebaut. Der Lückenschluss bis Promyschlennaja, wo sich das Wärmekraftwerk Smolenskaja GRES befindet, diente hauptsächlich dem Transport von Braunkohle aus dem Gebiet um Nelidowo, verlor aber mit der Einstellung des dortigen Bergbaus seine Bedeutung.
In die Siedlung führen die Regionalstraßen 28K-0295 aus der knapp 50 km nordnordwestlich gelegenen Kleinstadt Sapadnaja Dwina, unweit derer Anschluss an die föderale Fernstraße M9 besteht, und 28N-0141 aus dem östlich benachbarten, gut 40 km entfernten Rajonzentrum Bely. Von Scharkowski zunächst nach Südwesten führt die 28N-0304 zur Grenze der Oblast Smolensk, dort weiter in Richtung Osjorny.